# روبرت فيريرو
روبرت فيريرو (Roberto Oscar Ferreiro) (مواليد 25 أبريل 1935) هو لاعب كرة قدم. يلعب مع منتخب الأرجنتين لكرة القدم. سبق له أن لعب في كأس العالم لكرة القدم مع منتخب بلاده.

## وصلات خارجية
- روبرت فيريرو على موقع الاتحاد الدولي (مؤرشف)  (الإنجليزية)
- روبرت فيريرو على موقع الاتحاد الأوربي (الإنجليزية)
- روبرت فيريرو على موقع قاعدة بيانات كرة القدم.إي يو (الإنجليزية)
- روبرت فيريرو على موقع ناشيونال فوتبول تيمز (الإنجليزية)
- روبرت فيريرو على موقع Soccerway.com (الإنجليزية)